# Dichocarpum dalzielii
Dichocarpum dalzielii är en ranunkelväxtart som först beskrevs av James Ramsay Drummond och Hutch., och fick sitt nu gällande namn av Wen Tsai Wang och P.K. Hsiao. Dichocarpum dalzielii ingår i släktet Dichocarpum och familjen ranunkelväxter. Inga underarter finns listade i Catalogue of Life.